# Algebra di Lie risolubile
In matematica, un'algebra di Lie {\displaystyle {\mathfrak {g}}} si dice risolubile se la sua serie derivata, definita come
{\displaystyle {\mathfrak {g}}\geq [{\mathfrak {g}},{\mathfrak {g}}]\geq [[{\mathfrak {g}},{\mathfrak {g}}],[{\mathfrak {g}},{\mathfrak {g}}]]\geq [[[{\mathfrak {g}},{\mathfrak {g}}],[{\mathfrak {g}},{\mathfrak {g}}]],[[{\mathfrak {g}},{\mathfrak {g}}],[{\mathfrak {g}},{\mathfrak {g}}]]]\geq ...}
diviene 0 dopo un numero finito di passaggi.
Ogni algebra di Lie nilpotente è risolubile, ma il viceversa non è vero. L'ideale risolubile massimale è detto radicale.

## Proprietà
Sia {\displaystyle {\mathfrak {g}}} un'algebra di Lie finito-dimensionale su un campo di caratteristica 0. Allora sono equivalenti:
1. {\displaystyle {\mathfrak {g}}} è risolubile
2. {\displaystyle \operatorname {ad} ({\mathfrak {g}})}, la rappresentazione aggiunta di {\displaystyle {\mathfrak {g}}}, è risolubile.
3. Esiste una successione finita di ideali {\displaystyle {\mathfrak {a}}_{i}} di {\displaystyle {\mathfrak {g}}} tali che:
{\displaystyle {\mathfrak {g}}={\mathfrak {a}}_{0}\supset {\mathfrak {a}}_{1}\supset ...{\mathfrak {a}}_{r}=0} dove {\displaystyle [{\mathfrak {a}}_{i},{\mathfrak {a}}_{i}]\subset {\mathfrak {a}}_{i+1}} per ogni {\displaystyle i}.
4. {\displaystyle [{\mathfrak {g}},{\mathfrak {g}}]} è nilpotente.

Il teorema di Lie afferma che se {\displaystyle V} è uno spazio vettoriale finito-dimensionale su un campo algebricamente chiuso di caratteristica 0, e {\displaystyle {\mathfrak {g}}} è un'algebra di Lie risolubile su {\displaystyle V}, allora esiste una base di {\displaystyle V} per la quale tutte le matrici degli elementi di {\displaystyle {\mathfrak {g}}} sono triangolari superiori.